# Brigitte Pothmer

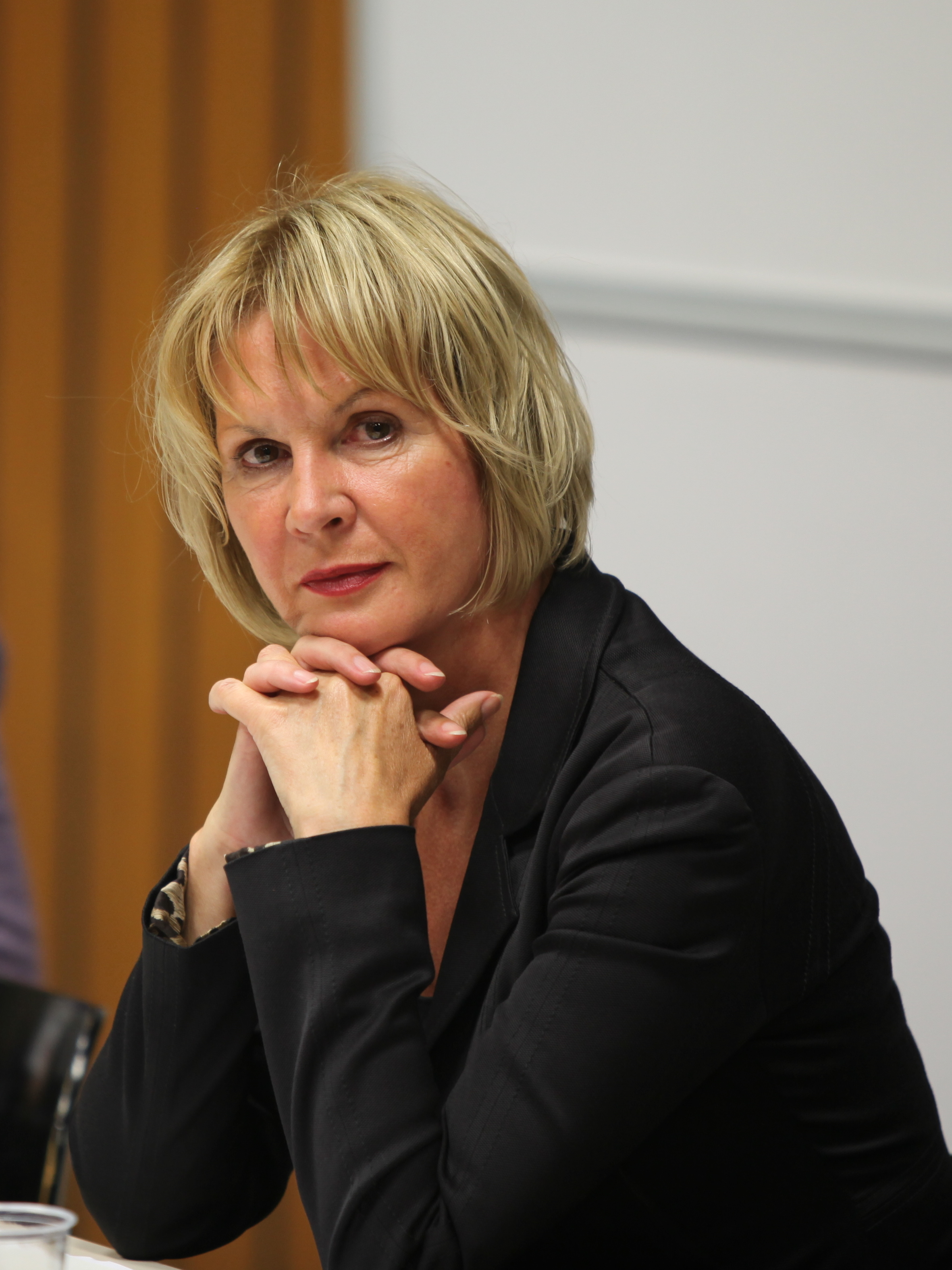
Brigitte Pothmer (2009)

Brigitte Pothmer (* 10. Februar 1955 in Prisser) ist eine ehemalige deutsche Politikerin (Bündnis 90/Die Grünen). 

## Leben und Beruf
Nach der Fachhochschulreife absolvierte Brigitte Pothmer ein Studium der Sozialpädagogik und der Sozialarbeit an der Fachhochschule Hildesheim/Holzminden, das sie als Diplom-Sozialpädagogin (FH) beendete. Anschließend war sie von 1982 bis 1990 in der Jugend- und Erwachsenenbildung und in der Gesundheitserziehung tätig. Von 1990 bis 1994 arbeitete sie als Frauenreferentin bei der Landtagsfraktion der Grünen in Niedersachsen.
Brigitte Pothmer ist verheiratet. Sie lebt in Hildesheim.

## Partei
Sie ist seit 1992 Mitglied bei den Grünen und war von Mai 2003 bis November 2005 Landesvorsitzende der Grünen in Niedersachsen. 

## Abgeordnete
Von 1994 bis 2003 gehörte Brigitte Pothmer dem Niedersächsischen Landtag an. Hier war sie zuletzt stellvertretende Fraktionsvorsitzende und sozialpolitische Fraktionssprecherin. 
Ab 2005 war sie Mitglied des Deutschen Bundestages und hier Sprecherin der Bundestagsfraktion von Bündnis 90/Die Grünen für Arbeitsmarktpolitik. Pothmer war Mitglied im Ausschuss für Arbeit und Soziales und stellvertretendes Mitglied im Gesundheitsausschuss. Sie gehörte der deutsch-rumänischen sowie der deutsch-bulgarischen Parlamentariergruppe des Deutschen Bundestages an.
Bei den Wahlen 2005, 2009 und 2013 trat Brigitte Pothmer im Bundestagswahlkreis Hildesheim an und zog jeweils über die niedersächsische Landesliste in den Deutschen Bundestag ein.